# 클로스트리디움 스포로진스
클로스트리디움 스포로진스 (Clostridium sporogenes)는 클로스트리디움 속에 속하는 그람 양성 세균이다. 이 세균은 산소가 없는 환경에서 잘 자라는 혐기성 박테리아로, 주로 막대 모양의 형태를 가지고 있다. 토양에서 흔히 발견되며, 일부 인간과 동물의 장내에서도 존재할 수 있다.
이 세균의 중요한 특징 중 하나는 내생포자(생존에 불리한 조건에서 형성되는 포자)를 생성하는 능력이다. 이러한 포자는 세균이 극한의 환경에서도 생존할 수 있도록 도와준다. C. sporogenes는 트립토판이라는 아미노산을 사용하여 인돌을 합성하고, 그 이후에 3-인돌프로피온산(IPA)을 생성한다. 이 IPA는 강력한 항산화제로, 특히 신경 보호 효과가 있어 뇌와 신체의 건강을 유지하는 데 중요한 역할을 한다.
의학 연구에서는 C. sporogenes가 암 치료제의 전달체로서 잠재력을 가지고 있다고 평가된다. 연구자들은 이 세균을 이용해 암 치료제를 종양에 전달하는 방법을 개발 중이다. 또한, 이 세균은 상업적 살균 방법의 효능을 테스트할 때 클로스트리디움 보툴리눔(Clostridium botulinum)의 대체물로 사용되기도 한다. C. sporogenes는 클로스트리디움 보툴리눔과 달리 신경독소를 생성하지 않으며, 병원성보다는 숙주와의 공생 관계를 맺는다.
특히 주목할 만한 점은 C. sporogenes가 3-인돌프로피온산을 생성하는 유일한 세균이라는 것이다. 이 물질은 신체 내에서 멜라토닌보다 더 강력한 항산화제로 작용하며, 다른 항산화제와는 달리 라디칼을 제거하면서도 추가적인 반응성 중간 화합물을 생성하지 않는 특징이 있다. 이러한 사실은 이 세균이 건강에 긍정적인 영향을 미칠 수 있다는 가능성을 보여준다.